# Du hast mich heimgesucht bei Nacht
Du hast mich heimgesucht bei Nacht war ein im Nachkriegsdeutschland sehr erfolgreicher Sammelband mit „letzten Briefen und Aufzeichnungen von Opfern des NS-Regimes“ (Untertitel der Schallplattenausgabe). Die erste Auflage erschien 1954, eine achte (76.–80. Tausend) 1994. 
Das Buch vereinigt Abschiedsbriefe und Aufzeichnungen zentraler Persönlichkeiten des Widerstands wie Dietrich Bonhoeffer und Peter Graf Yorck von Wartenburg und zunächst weniger bekannter Personen wie Kim Malthe-Bruun oder Cato Bontjes van Beek.
Du hast mich heimgesucht bei Nacht erschien unter dem Titel Dying we live auch in englischer Sprache. Unter dem Titel Im Angesicht des Todes erschien die Schallplattenausgabe, auf der eine Auswahl aus dem Band von Hans Baur, Kurt Ebbinghaus, Hannelore Hoger, Gert Keller, Wilhelm Kürten, Maria Ott, Peter Reisner, Heiner Schmidt und Gert Westphal gesprochen wurde.